# Vila fortificada d'Argelers
La Vila fortificada d'Agelers és la vila murada, fortificada, medieval d'estil romànic del segle xii de la vila d'Argelers de la Marenda, a la comarca del Rosselló, Catalunya Nord.
Envoltava la totalitat de la vila medievak, dalt d'un turonet enmig de la plana on es troba la vila.

## Història

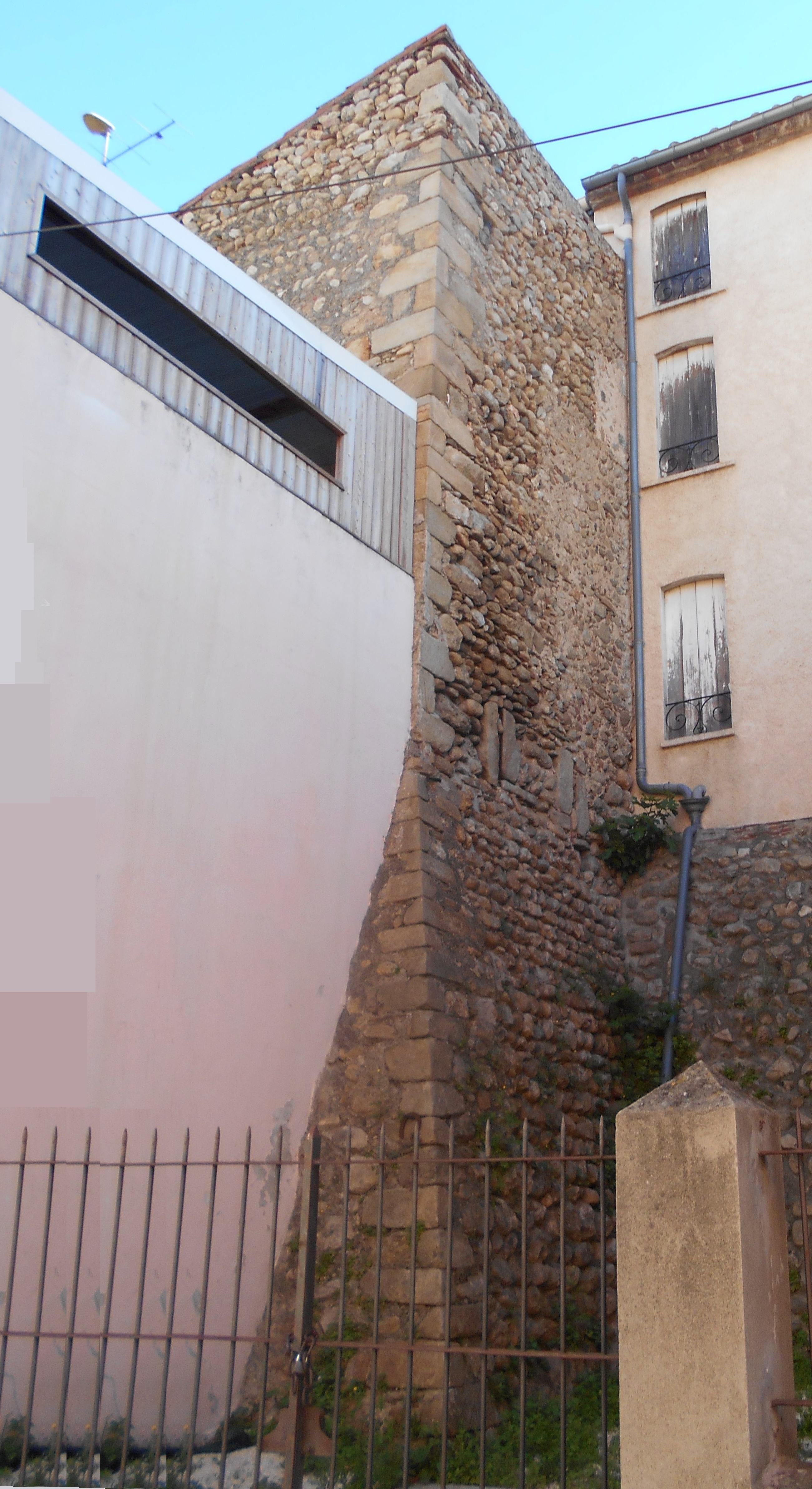
Torre de la muralla de ponent

La vila d'Argelers està documentada des del segle IX: el 879 (Carta venditionis quam fecit Bella femina, Mironi, comiti, super villa de Argelariis), en el primer document que parla del comte Miró, germà de Guifré el Pilós, actuant com a comte de Rosselló, 897 i 920. Des d'aleshores, la vila d'Argelers fou sempre de domini comtal, pel seu interès estratègic en el domini dels passos de la Serra de l'Albera. El senyors d'Argelers consten com a castlans sota domini del comte de Rosselló. N'és un exemple Arnau Gausfred, germà del comte, el 1074, i els esments del segle xii, com Arnau Mir, Cabot d'Elna i Arnau de la Torre. El 1298 un fet rellevant tingué lloc a Argelers: el tractat de pau entre Jaume II de Mallorca i Jaume el Just de Catalunya i Aragó.

## Característiques

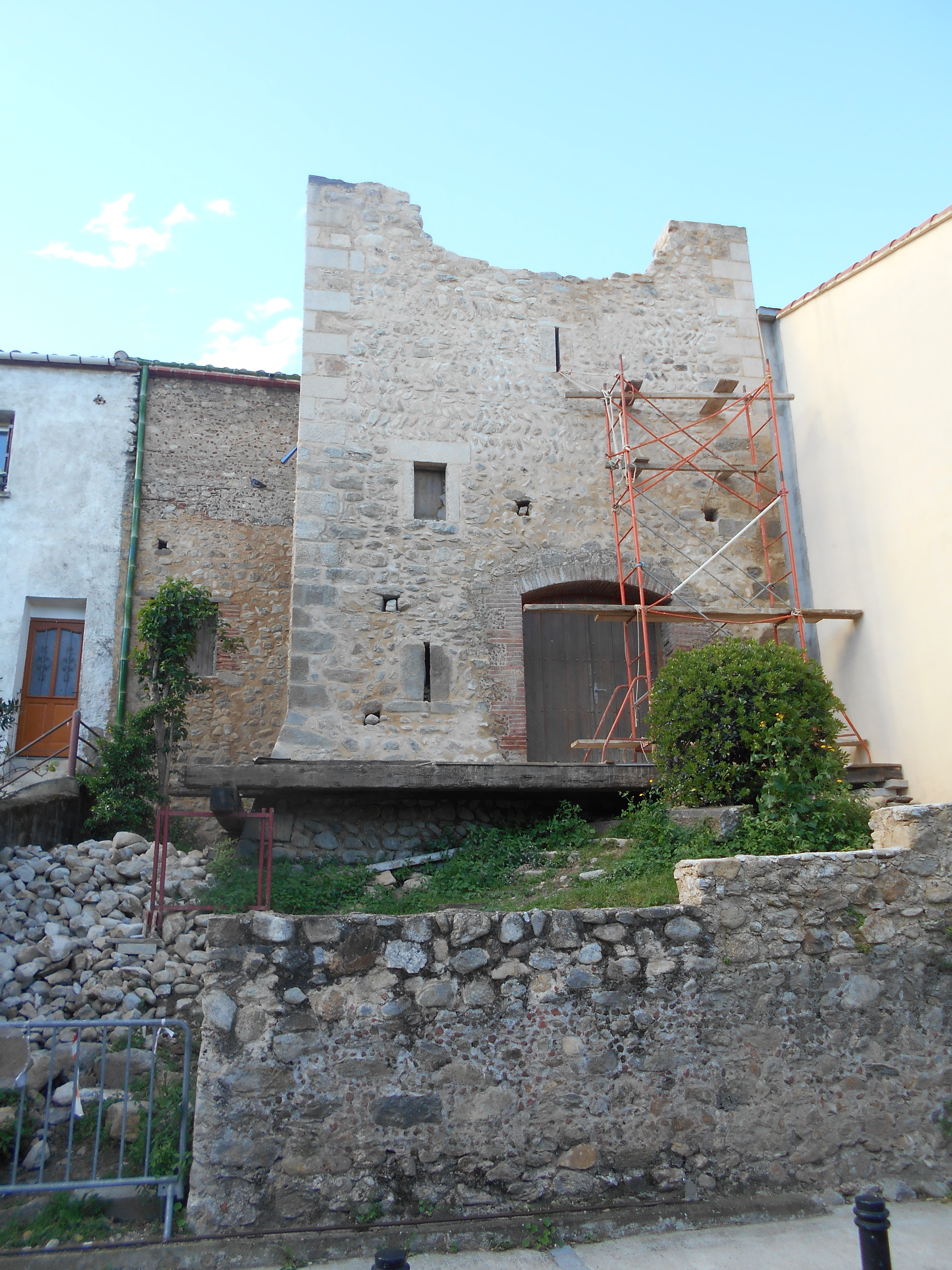
Torre de la muralla nord

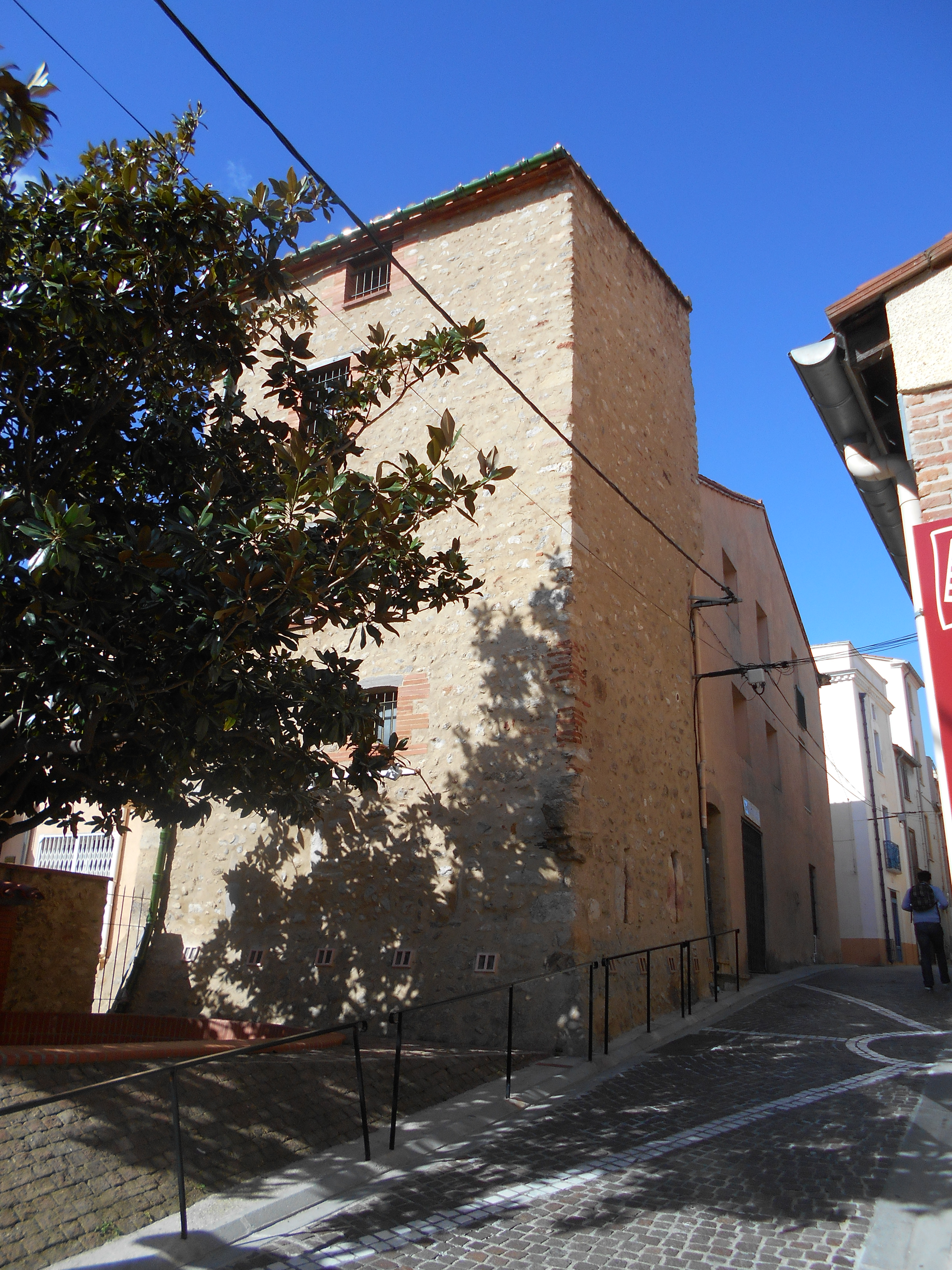
Torre de la muralla de llevant

La vila fortificada d'Argelers s'estenia al nord de l'església de Santa Maria del Prat, l'església parroquial d'Argelers de la Marenda. De planta pràcticament pentagonal, estava articulada a partir d'un carrer central, que coincidia perfectament amb el traçat del camí de Cotlliure a Perpinyà, de 240 metres de llargària. Cinc carrers laterals confluïen en aquest carrer central. L'amplada màxima de la vila arribava als 300 metres, i disposava, almenys, de tres portes i diferents bestorres tot al llarg del perímetre del recinte. El 1292 se n'esmenten tres portes: la del Batlle, la d'Elna i la de Santa Maria. Els documents antics parlen de la vila vella a ponent del carrer que fa d'eix, anomenat més tard l'Arpa, i de la vila d'avall, també anomenada el Marrasquer, a llevant. A la vila vella hi devia haver el castell, però no n'ha quedat cap vestigi.
Les cases actuals amaguen bona part del recinte medieval, que es pot reconèixer en alguns trams i permeten datar-lo al segle xiii. Els llenços de mur són fets amb còdols, mentre que a les torres, a les espitlleres i en els angles hi ha carreus ben tallats, de granit.